# Max Vessies
Max Vessies (Beverwijk, 18 juni 2003) is een Nederlandse journalist en mediamaker.
Na de havo aan het Jac. P. Thijsse College in Castricum combineerde hij zijn studie journalistiek aan de Hogeschool Utrecht met het oprichten van zijn eigen productiehuis. Op 13-jarige leeftijd begon hij als presentator en verslaggever voor omroep IJmond Nieuws.  Hierop volgde werkzaamheden bij het actualiteitenprogramma 'Hart van Nederland' en werkte hij voor RTL Nederland.

## Mave Media
In 2020 richtte Vessies het productiehuis Mave Media op waarmee hij naast de productie van video- en audiocontent maatschappelijke problemen wil aankaarten.  In zijn zijn werk als journalist werd Vessies geconfronteerd met de normalisering van bedreigingen en intimidaties. In zijn eerste documentaire 'Wat is het waard?', die werd uitgezonden door BNNVARA, kaart hij dit probleem aan. In de documentaire delen Sander Schimmelpenninck, Paul Vugts en Tara Lewis hun ervaringen met bedreigingen en intimidatie door het uitvoeren van hun werk. De documentaire kreeg een vervolg in de vorm van een podcast met andere bekendheden zoals Hugo de Jonge, Royce de Vries, Dilan Yeşilgöz en Youp van 't Hek. 

## Prijzen
Voor zijn documentaire 'Wat is het waard?’ ontving hij De Tegel 2024 in de categorie 'Talent'. Hiermee werd hij de jongste winnaar van een Tegel sinds de oprichting van de prijs.

## Varia
Vessies trok in 2023 met de familiemusical 'Robin Hood' door Nederland. Een jaar later speelde hij de rol van Theun Klaassen in het oorlogsstuk 'Noem Geen Namen', naar het boek van Astrid Sy. 